# バイトヘル2000
『バイトヘル2000』（バイトヘルにせん、WTF: Work Time Fun）は、ソニー・コンピュータエンタテインメントから発売されたゲームソフト。
2005年12月22日にPlayStation Portable用のオムニバスゲーム集として発売された。キャッチコピーは「くだらないのに、やめられない」。

## 作品解説
テクノユニット、電気グルーヴがプロデュースし、自ら「ゲームジャンル：クソゲー」を名乗るゲームであった、『グルーヴ地獄V』の続編として、電気グルーヴメンバーであるピエール瀧プロデュースによって開発・発売された。
前作の『グルーヴ地獄V』はゲームの目的が「音源集め」であり、その手段として、バイトと呼ばれるミニゲームで稼いだ小銭をガチャガチャ（ガチャポン）に入れ、音源を手に入れることだったが、本作はその課程であったバイトと呼ばれるミニゲームを前面に押し出している。バイトを終えるとバイト代（得点）を手に入れることができ、ガチャガチャで新たなバイトやアイテムなどを手に入れることができる。バイトには通信機能を用いての2人以上でしかできないものもある。
また、ガチャガチャで手に入るアイテムにはバイトのほかに「ドウグ」と「ハズレ」があり、ハズレは数が多く一言で説明できる他愛のないものばかりだが、ドウグは多機能で実生活で役立つものも多い。
ときどきメールが来ることがあり、バイトで手に入れた称号の報告や、特定の4人の人物からの一方的な他愛のない会話とゲームのヒントや裏話が聞ける。

## 登場人物
メールでやりとりする友人や団体。友人の顔写真は心霊写真鑑定人2の写真から流用されている。
イノケン
プレイしたバイトの攻略情報を教えてくれる友人。
タムラ
恋人未満友達以上のセレブな女性。情報は旅行に行ったなどのセレブな近況報告が多い。
大学さん
常に電力を気に掛けるエコロジーな青年。エコに関する情報が多い。
ライくん
謎の少年。北海道でヒグマと戦ったりとメール内容の真偽は不明。
地獄ネット
称号をくれる団体。
ハリヤマ市場
高機能弁当箱など謎の商品を売るネットショップ。宣伝だけでゲーム中で買えない。
裏ハリヤマ市場
迷惑メール。メールを開くと表示された金額が引かれる。

## ドウグ一覧
目（Eye Spy）
様々なキャラクター（外国人の男女、お年寄り、赤ちゃん、少女マンガ風の女の子、ロボットなど）の目の部分だけを集めたセット。自分の目と比べたり、お面がわりにして遊ぶことができる。
王様ゲーム支援ツール・大臣（King of the Castle Tool）
王様ゲームの罰ゲームをランダムで決めてくれるドウグ。罰ゲームをさせる人の番号と罰ゲームのレベルを指定して決定する。
ラーメンタイマー（Ramen Timer）
カップラーメンができるまでの暇つぶし用のドウグ。男性バージョンと女性バージョンがあり、男性バージョンではボディビルダー風の男が現われ、女性バージョンではビキニ姿のグラビアアイドル風の女が登場する。3分、4分、5分の時間を選べる。実写ムービー。
干支チェッカー（Chinese Astrologer）
年齢、誕生日、性別を入力してその人の干支を確かめることができるドウグ。ちょっとした性格診断もできる。
世界時計デラックス（World Clock）
世界各国の都市の現時刻を見ることができるドウグ。目覚まし時計つき。
LIGHT（Handy Light）
カラフルなライトのセット。点滅させることもできる。
フィーリングパートナー5VS5（Matchmaker）
合コンなどでカップルの相性を確かめることができるドウグ。男女5人ずつ5組まで指定できる。
電卓酒場（Bar Calculator）
飲み会用の割り勘計算ツール。完全に割り勘ならパーフェクトモード、合コンの時はゴウコンモードが使用できる。スタート画面でクラフトワークの電卓のようなBGMが流れている
カウンター（Counter）
数字カウンター。1ずつのカウントはもちろん、入力した数字を1単位としても計算できる。

## 収録ミニゲーム
ボールペン工場2（Pendemonium）
前作『グルーヴ地獄V』のミニゲームだった「ボールペンコウジョウ」を踏襲。延々と流れてくるボールペンの本体にキャップをかぶせていく。
薪割り2（Lumberjack）、スーパー薪割りブラザーズ（Lumberjack Challenge）
こちらも『グルーヴ地獄V』にも登場していたゲームで、薪を延々と割っていく。薪を割るのが遅いか、動物を割ると失敗。動物にそっくりな薪もある。2P対戦版では1Pは赤、2Pは青の薪を割っていく。2P対戦版で使用されているキャラクターが任天堂のマリオとルイージに似ており、瀧本人も宮本茂に怒られないか気にしているようである。SCE側が京都の方へお伺いに行った結果、あのグラフィックで了承が得られた。
悦びのハンドベル（Hand Bell Delight）
画面両端から流れてくる星に合わせてボタンを押し、ハンドベルを演奏する音ゲー。登場するキャラクターはギャルゲーチックで、巨乳。しかし、見た目とは裏腹に3ミスでゲームオーバーとシビア。作画は漫画家のみやすのんき。
心霊写真鑑定人2（Ghost Psychic）
心霊写真が本物か偽物かを鑑定する。実は全部本物。
魔王（The Elf King）
魔王の幻覚から逃げつつ、ゴールを目指す。シューベルトの同名の曲をゲーム化。BGMの日本語訳の魔王はふざけているようで実は忠実。
ひよこ鑑定（Chick Sorting）
ひよこの雄と雌を仕分ける。たまに混ざっている死にひよこは天国へ。現実にひよこの雄雌を見分けるのは難しいが、バイトヘルではメスの頭にリボンがついている。タイトル画面表示中にひよこがぴよぴよ鳴いているが、よく聞くと丁半バクチをやっている声が聞こえる。ひよこが張っているのかどうかは不明。
リフティング地獄（Mad Dribblin）
ひたすらリフティング。ボタンを押すタイミングと方向キーとの組み合わせで多彩な技を繰り出せる。キックの組み合わせ次第ではコンボも発生する。上空を鳥やUFOなどの障害物が飛行して邪魔してくることもある。プレイヤーと背景がたまに小泉総理風の男性と国会議事堂の背景か、叶姉妹風のセレブとパーティー会場になる。
プライベートナンバー（Private Number）、プライベートナンバーDX（Private Number Deluxe）、プライベートナンバーEX（Private Number Executive）
女の子の電話番号下4桁を聞き出すバイト。入力した数字に対する反応で推理していく。バージョン違いで3種類あるが、人が違うだけで内容は同じ。聞き出した番号に電話を掛けることもできる。
ボスキャラの敵（Space Blaster）
横スクロールシューティング風。ラストボス級の敵が次々と出てくる。
ウィリアム・テル（William Hell）
鬼の頭に乗ったリンゴを弓矢でパワーと角度を指定して打ち落とす。持ち矢は三本。一見ほのぼのとした雰囲気のバイト。
アニマル調査団（Animal Investigation Corps）
団員から動物の生息数の報告を受け、その合計数を暗算して答えるバイト。フルボイスのため途切れ途切れの報告だが、「片言の外国人」と言う設定なので違和感を持たせない。
みんなのGOLF場ボール拾い（Caddy's Quest）
ただっ広いゴルフ場で、ひたすらボールを拾うバイト。ボール以外にも色々落ちている。タイトルロゴは本物の『みんなのGOLF』の物を使用。
授業中（4 Fingers）
机の上に手を乗せて指の間をキリで突くゲーム。
無事ロックフェスティバル（Bouncer Bash）
舞台に上がろうとする客を阻止するバイト。メンバー全員が演奏不能になったら中止。舞台上の3人のうち1人でも欠けるとBGMの音色も一つ欠ける。　パロディ元は『フジロックフェスティバル』
だんご三姉妹（Candy Shop）
同じ種類の団子をくしに刺していくバイト。続々作られていくだんごがチューブ一杯まで溜まるとゲームオーバー、元ネタは『だんご三兄弟』
なまはげベビーシッター（Perfect Nanny）
疳の虫にさされた子供をあやすバイト。
交通量調査2（Traffic Counter）
画面両端から歩いてくる（時には戦車で走ってくる）人間だけをカウントするバイト。人のほかに猫や異星人なども横切っていく。
地獄!!!1000本ノック（Baseball Superstar）
ひたすらボールをキャッチする。本当に1000本打ってくるため根気の要るゲーム。たまに変化球を打ってきたりする。ファミコンの野球ゲームを彷彿とさせるレトロなグラフィック。
崖レース2（Cliff Race 2000）、崖レースVS（Cliff Race 2000 V8）
どれだけ崖の近くでストップできるかを競う、いわゆるチキンレース。ブレーキが間に合わないともちろん落下する。3本勝負。対戦相手は通常馬のようなキャラクターだが、稀に鹿のような角が生えたこと以外変わっていないキャラクターが現れる。2P対戦版もある。
クサイモン2（Copycat）、クサイモンVS（Copycat 2）
元ネタは電子ゲームの『サイモン』。ただし光の点滅した場所と順番ではなくゲップをしたキャラクターの場所と順番を正確に入力。2P対戦版もあり、交互に答えていく。
受粉（Pollinator）
めしべに花粉をつけるゲーム。一種の月面着陸ゲーム。ステージは4種類ある。
ハッピースナイパーG（Happy Bullet）
スナイパーを操作し、ポケベルで指示されたターゲットを狙撃する。
人気プロレスラー（Three Count）
フォールされた状態で、レフェリーの3カウント寸前にこれを外すゲーム。タイムが3カウントギリギリやゾロ目だと高得点。
空手ライフ（Karate Superstar）
飛んでくる障害物をうまく叩き落すゲーム。タイミングがシビア。背景を見ながら押すのがコツ。
デモ行進（Demonstration Round Up）
公園に人を集めるゲーム。機動隊に接触すると失敗。これを発展させたゲームが『The Last Guy』である（ディレクションは本作と同じピエール瀧）。
じゃんけん世界大会（Rock Paper Scissors World Championship）
じゃんけんをひたすら勝っていくゲーム。負けてはいけないので、気が抜けない。それぞれの対戦相手に出す手の特徴がある。
ファミレスオーダー取り（Ready to Order?）
音声で再生される客の注文を正確に取るゲーム。現在の時間で客が変化する。本体を縦に持ってプレイする。タイトル画面はギャルゲーのようだがゲーム本編の絵柄は別物。
スラ仏百人組手（Buddha's Quest）
大仏に似たスラ仏（スライムではない）をドラゴンクエスト風の戦闘で100体撃破するゲーム。ダメージを与えた音と受けた音が元ネタとは逆になっている。
酔いどれ市長（Drunken Mayor）
式典のテープカットに呼ばれた市長だが、酔っ払ってヘロヘロ状態。ぶれる手をアナログキーで操作してハサミでテープを切る。狙いを外すと失敗。
地引き網（The Net）
漁師に実時間で指定される集合時間までひたすら待ち、時間になったら集合場所に集まり、アナログキーを回して網を引く。網にはさまざまなものが掛かる。
キノコorDIE2（Mushroom Crossing）
おじいさんを誘導して左右から来る車を避けながら道路を渡らせる。ときどき生えているキノコを取って渡り切ると高得点。
やきもの窯（Hell Pottery）
窯の火に薪やオイル、灰などをくべてお手本グラフの通りに温度を調整して壷を作る。グラフに近いほど良い壷になる。
猛獣ダッシュ（Run Like Heck）
洞窟の奥で眠っている猛獣を餌でおびき寄せる。猛獣は餌を平らげると追いかけてくるので、出口まで逃げ切れば成功。餌を置く位置が猛獣に近いほど高得点。
YAJI★KITA（3 Legged Challenge）
2人用。ヤジさんとキタさんを操り、東海道を品川から伊勢まで進む。タイミングを合わせて方向キーとボタンを押して進む二人三脚ゲーム。タイミングが合わないと転んでしまう。障害物を避けたりアイテムを取るときはジャンプする。元ネタは東海道中膝栗毛。
イタコセッション（Seance）
2-8人用でアドホックモードを使用する。水晶玉が光るリズムでボタンを押していく。全員のリズムが合ってくると霊が現れる。参加人数で現れる霊が変わる。

## エピソード
ピエール瀧が『笑っていいとも!』出演時に、ひよこ鑑定について語っていたところによると実在はするがアルバイトでできるようなものではない職人の世界らしい。国内の熟練の職人は感覚だけで極めて高い正解率を誇り、海外からもお呼びがかかるという。